# Podjales
Podjales is een plaats in de gemeente Gradec in de Kroatische provincie Zagreb. De plaats telt 190 inwoners (2001).